# غضبانية (جزيرة مينو)
غضبانية (بالفارسية: غضبانیه) هي منطقة سكنية تقع في إيران في قسم جزيرة مينو الريفي. يقدر عدد سكانها بـ 97 نسمة بحسب إحصاء 2016.